# Бомбардировка на Кюстендил
Бомбардировката на Кюстендил е въздушно нападение над Кюстендил на 6 април 1941 г. от югославските ВВС по време на Втората световна война.

## Предистория
На 6 април 1941 г. Германия започва война едновременно срещу Гърция и Югославия, с подкрепата на Италия и Унгария. Макар България да не участва пряко във военните действия, нахлуването на германските войски е извършено основно през българска територия.
Независимо че в Кюстендил няма важни военни обекти, градът е на стратегическо шосе и железопътна линия, и в него са дислоцирани германски военни части. На 6 април 1941 г. в 8.35 ч. над Кюстендил се появяват вражески бомбардировачи.

## Бомбардиране
Самолетите са Дорние До 17 К от 64-та въздушна група от Трети югославски бомбардировъчен полк и излитат от летище „Стубол“ до Прищина. Командир на отряда е майор Бранко Фанедл. Групата, която бомбардира града е от 4 самолета, летящи на височина 1500 м. Те пускат няколко бомби, които нанасят тежки поражения, тъй като нападението е неочаквано, а по улиците на града много хора наблюдават преминаването на моторизираните германски части.
Бомбите падат около гарата, където има спрени ешелони с войски, и в жилищен район. Убити са 58 граждани, 2 български войници, 8 германски войници и 11 коня от 13-и пехотен полк. Ранени са 59 граждани, 5 български войници и 31 германски. Сред жителите на града настъпва паника, част от населението напуска града. Малкият лекарски екип в градската болница прави героични усилия за спасяването на ранените. В 10,30 ч същия ден още 2 югославски самолета се появяват над близкото с. Гюешево. Те пускат 2 бомби, които не нанасят поражения.
При бомбардировката не излита нито един български или германски изтребител. Противовъздушната артилерия не е в състояние да окаже сериозно противодействие и бомбардировачите отлитат невредими. Жертвите са погребани в кюстендилското гробище, където има паметник на загиналите при бомбардировките.